# 플로이드 아이테
플로이드 아마 니노 아이테(프랑스어: Floyd Ama Nino Ayité, 1988년 12월 15일 ~ )는 토고의 전 축구 선수로, 현재 토고 축구 국가대표팀에서 미드필더로 활약하고 있다. 주로 공격수로 활동하고 있다. 그리고 그는 조나탕 아이테의 동생이다.

## 구단 경력
아이테는 보르도에서 태어나 고향인 보르도에서 축구선수 생활을 시작했다. 2008년에 클럽에 데뷔했다. 앙제와 낭시에서 임대 생활을 이어갔다.
2011년, 아이테는 스타드 드 랭스와 계약하여 73번의 리그 경기에 출전하여 10골을 넣었다. 그는 2014년 SC 바스티아에 입단하여 클럽에서의 첫 시즌 동안 28번의 리그 경기에서 5골을 넣었다.
2016년 7월 1일, 아이테는 잉글랜드 챔피언십 클럽 풀럼과 비공개 이적료로 3년 계약을 체결하고 12개월의 클럽 옵션을 추가했다. 그는 4-4로 비긴 울버햄튼 원더러스와의 2016년 12월 10일 경기에서 풀럼에서의 첫 골을 기록했다.
2019년 9월 2일, 그는 겐츨레르비를리이와 2년 계약을 체결했다.
2021년 8월 4일, 그는 프랑스로 돌아와 발랑시엔과 2년 계약을 체결했다.

## 국가대표팀 경력
프랑스에서 태어났음에도 불구하고, 아이테는 그의 형 조나탕 아이테의 뒤를 이어 토고를 대표하기로 결정하고, 2008년에 데뷔했다. 2009년 11월 14일, 그는 가봉을 상대로 토고에서의 첫 골을 넣었다.
2013년, 그는 2013년 아프리카 네이션스컵에서 3경기에 출전하여 팀이 8강에 진출했다.